# Нархоз (университет)
Университет Нархоз (каз. Нархоз университеті / Narhoz universitetı, eng. англ. Narxoz University) — частный университет в Казахстане, осуществляющий обучение в области экономики, финансов, менеджмента и бизнеса, информационных технологий, государственного управления и права. Создан в 1963 году, современное название носит с 2016 года. В состав университета входят 5 профессиональных школ по направлениям подготовки, научно-исследовательские центры, научно-образовательные департаменты, колледж. Преподавание ведется на казахском, русском и английском языках.

## История

### Названия
| Годы       | Наименование учебного заведения: |
| ---------- | --- |
| 1963—1991  | Государственное учреждение «Алма-Атинский институт народного хозяйства» (АИНХ) Министерства народного образования Казахской ССР                                               |
| 1991—1993  | Государственное учреждение «Казахский государственный экономический университет» Министерства образования Республики Казахстан                                                |
| 1993—2000  | Республиканское государственное казённое предприятие «Казахская государственная академия управления» (КазГАУ) Министерства образования и науки Республики Казахстан           |
| 2000—2001  | Республиканское государственное казённое предприятие «Казахская государственная академия управления имени Т. Рыскулова» Министерства образования и науки Республики Казахстан |
| 2001—2002  | Закрытое акционерное общество «Казахский экономический университет имени Т. Рыскулова» Министерства образования и науки Республики Казахстан (ЗАО «КазЭУ им. Т. Рыскулова»)   |
| 2002—2014  | Акционерное общество «Казахский экономический университет имени Т. Рыскулова» (АО «КазЭУ им. Т. Рыскулова»)                                                                   |
| 2014—2016  | АО «Новый экономический университет имени Турара Рыскулова» (АО «НЭУ им. Т. Рыскулова»)                                                                                       |
| 2016—2020  | АО «Университет Нархоз» |
| 2020—н. в. | НАО «Университет Нархоз» |

### АИНХ
«Алма-Атинский институт народного хозяйства» (АИНХ) был открыт в 1963 году на базе экономического факультета Казахского государственного университета, согласно Постановлению Правительства СССР «О мерах по дальнейшему развитию высшего и среднего специального образования, улучшению подготовки и использования молодых специалистов» от 9 мая 1963 года.
В первые годы институт состоял из трёх факультетов с дневной и заочной формой обучения: планово-экономического, учётно-экономического и финансово-кредитного. В 1964 году в АИНХ была открыта аспирантура по 10 специальностям. К 1973 году число преподавателей составляло 330, докторов наук стало 7, а кандидатскую защитили 125 человек. За эти годы был сдан в эксплуатацию комплекс студенческих общежитий по проспекту Правды (в 1969 году), учебно-лабораторный комплекс, комплекс для занятий физкультурой, санаторий-профилакторий «Молодёжный» и др. (в 1973—1974 годы). Параллельно в институте была создана Высшая экономическая школа, где можно было пройти обучение без отрыва от места работы. Были открыты филиалы АИНХ в Целинограде, Актюбинске, Чимкенте.
В 1967 и 1970 годах АИНХ становился победителем во Всесоюзных соревнованиях на лучшую организацию труда, быта и отдыха студентов. В 1972 году он был признан лучшим среди 46 вузов республики и награждён Памятным Красным Знаменем ЦК КП Казахстана, Президиума Верховного Совета Казахской ССР, Совета Министров и Казсовпрофа за достигнутые успехи. Студент АИНХ Анатолий Назаренко стал серебряным медалистом Олимпиады-1972 в Мюнхене по классической борьбе.
В 1982 году в составе института действовали факультеты: планово-снабженческий, планово-экономический, учётно-экономический, финансово-кредитный, механизированной обработки экономической информации и автоматизированной систем управления, вечернего обучения, по переподготовке кадров перспективного планирования и прогнозирования, подготовительное отделение (курсы), постоянно действующие курсы по научной организации труда и управлению производством, филиалы в Чимкенте, Актюбинске и Целинограде, аспирантура, 32 кафедры, лаборатория технических средств обучения, библиотека (471 тыс. томов). В 1981—1982 учебном году в институте по 10 специальностям обучалось 10 205 студентов, по 12 — 111 аспирантов, работало 540 преподавателей, среди них 16 профессоров и докторов наук, 218 доцентов и кандидатов наук, 2 заслуженных экономиста Казахской ССР, 2 заслуженных работника высшей школы Казахской ССР.

### КазГЭУ — КазГАУ — КазЭУ

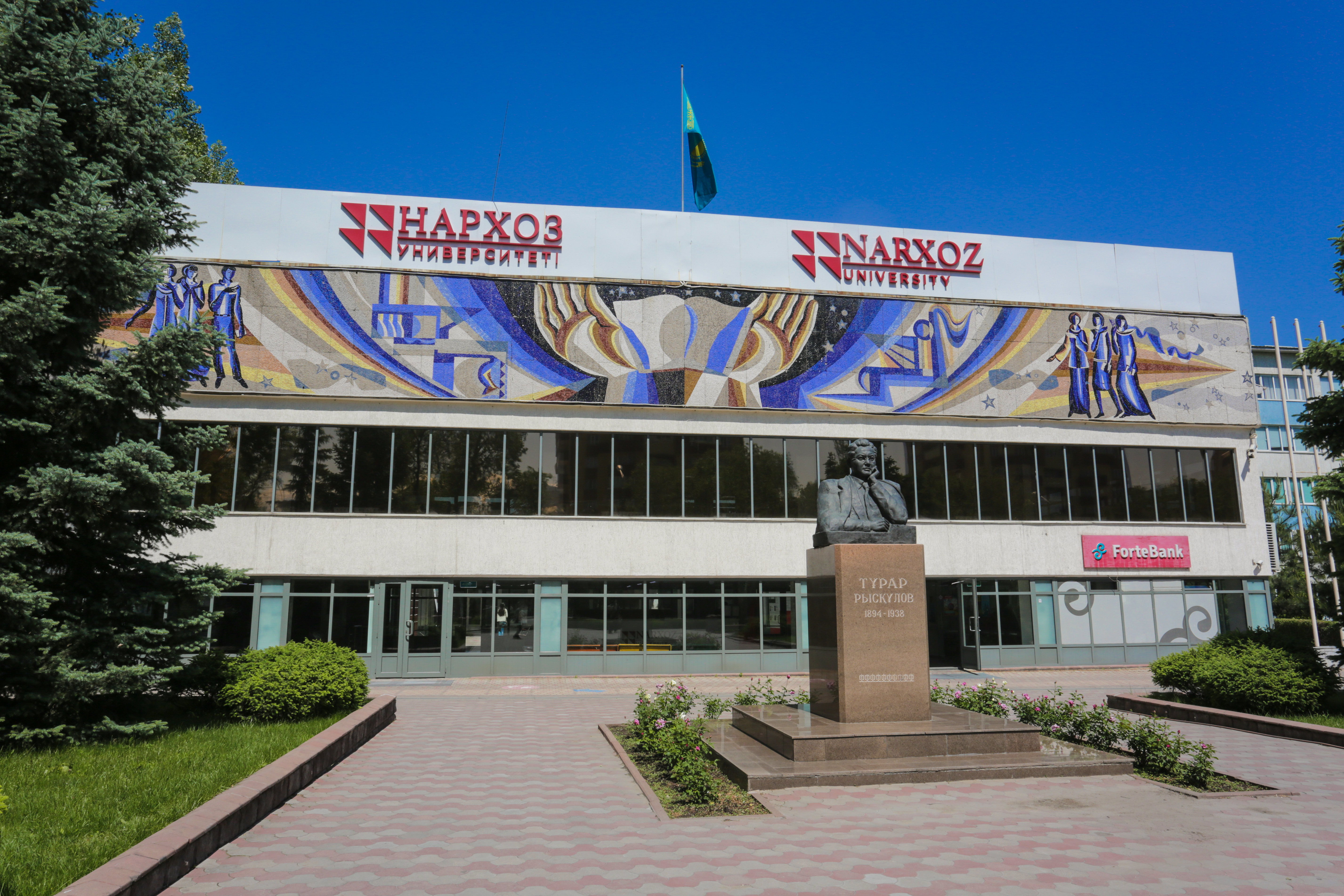
Бюст Турара Рыскулова перед главным корпусом университета

8 июля 1991 года по предложению Министерства народного образования Казахской ССР, Алма-Атинский институт народного хозяйства был преобразован в Казахский государственный экономический университет. 25 февраля 1993 года президент Казахстана Нурсултан Назарбаев издал указ «О преобразовании Казахского государственного экономического университета в Казахскую государственную академию управления».
В 1994 году при университете было открыто издательство «Экономика» и собственная типография. В 1996 году вышел первый номер научного журнала «Вестник КазГАУ», состоялся первый выпуск магистрантов. В 1997 году на базе филиалов в Актюбинске и Шымкенте были созданы региональные учебные центры КазГАУ, в 1999 году был открыт филиал в Астане — Институт экономики и финансов.
23 мая 2000 года постановлением правительства Казахстана вузу было присвоено имя Турара Рыскулова.
С 1995 года в рамках программы Европейского союза была начата реализация проекта иностранной консультативной помощи ТАСИС, предусматривающей дальнейшее разгосударствление КазГАУ. 2 апреля 2001 года постановлением правительства вуз был реорганизован в закрытое акционерное общество «Казахский экономический университет имени Т. Рыскулова» для дальнейшей приватизации и разгосударствлению.
До конца 2001 года 100 % акций ВУЗа было передано в частную собственность, в 2002 году ЗАО «КазЭУ им. Т. Рыскулова» было реорганизовано в ОАО «КазЭУ им. Т. Рыскулова».
В 2008 году при вузе открыта международная бизнес-школа (IBS). В 2010 году университет вошел в европейское образовательное пространство, подписав Великую хартию университетов. В 2011—2013 годах были открыты региональные центры дистанционного обучения в Кызылорде, Атырау, Шымкенте, Павлодаре, Семее.
3 декабря 2014 году университет прошел процедуру ребрендинга и переименован в АО «Новый экономический университет имени Турара Рыскулова».

### Современность
В 2016 году университет сменил название на АО «Университет Нархоз».
В 2016—2021 годах вузом руководили иностранные ректоры: Кшиштоф Рыбиньски (Польша), Эндрю Вахтель (США), Станислав Буянский (Россия, США). Было заявлено о процессе преобразования Нархоза в современный конкурентный университет с модернизацией структуры и содержания образовательной и научной деятельности. В частности, были сформированы новые факультеты, кафедры, создан ряд научно-исследовательских институтов и центров. С 2020 года в университете внедрили программу двойного диплома.

Памятник-бюст Турару Рыскулулы перед зданием Нархоза в Алматы. Фото 3 августа 2023 года.

13 марта 2020 года была произведена государственная перерегистрация Университета Нархоз с присвоением статуса «Некоммерческое акционерное общество». Общество, учрежденное как некоммерческая организация, не может быть преобразовано в коммерческую организацию, а полученный доход направляется исключительно на развитие, инфраструктуру, улучшение академического процесса, исследовательскую деятельность и повышение профессионального развития преподавателей.
В ноябре 2020 года ректор Буянский С. Г. заявил, что в 2021 году организационная структура Университета пройдет модернизацию по западному типу, с ликвидацией должности ректора и разделением полномочий между президентом и провостом.
В мае 2023 года Нархоз объявил о запуске проекта по созданию платформы NFT-дипломов на основе блокчейн-технологии.
По состоянию на 2024 год университет обучает по 34 программам бакалавриата, 29 программам магистратуры и 8 программам докторантуры.

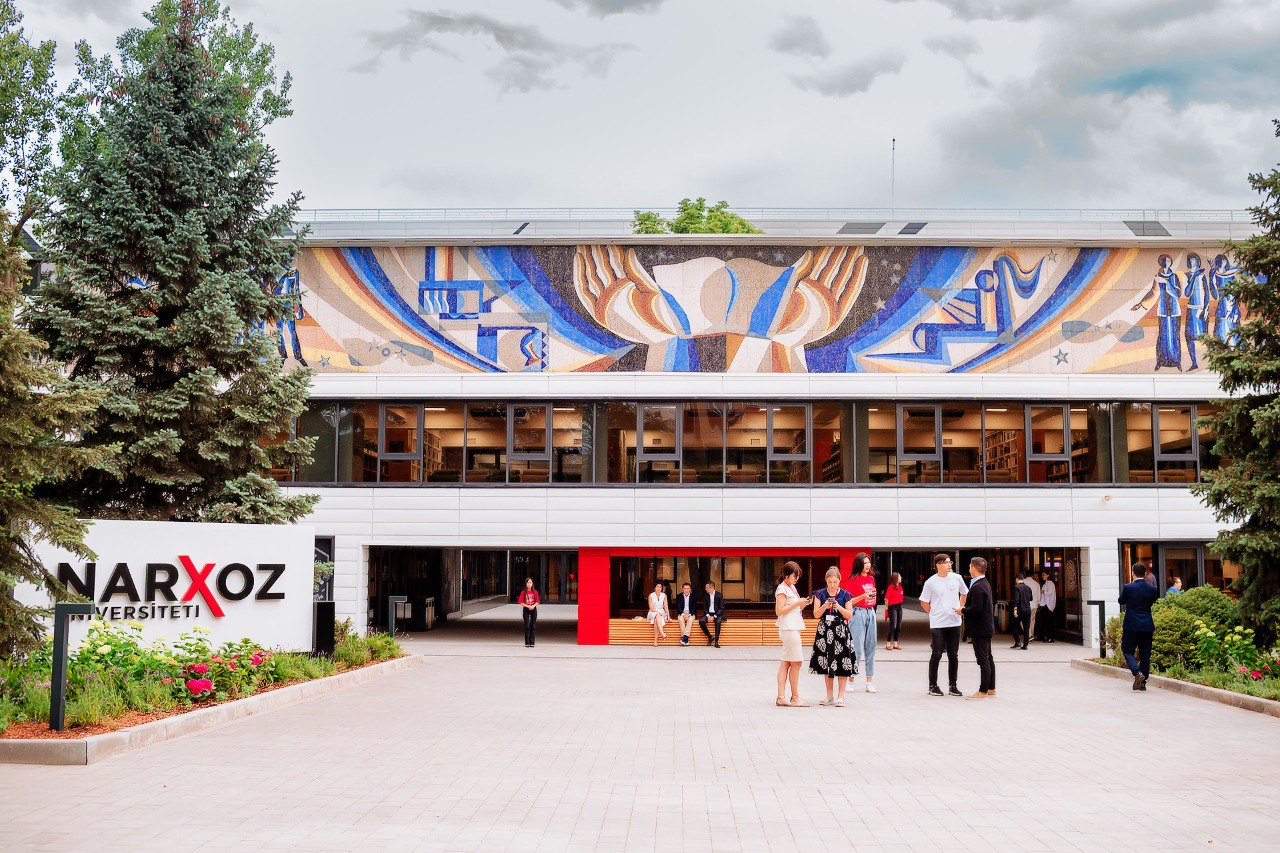
Центральный вход в кампус Университета

### Университет в рейтингах
| Рейтинг                                                                                           | Год  | Позиция                                                         |
| ------------------------------------------------------------------------------------------------- | ---- | --------------------------------------------------------------- |
| Национальный рейтинг лучших гуманитарно-экономических вузов Казахстана                            | 2017 | 3                                                               |
| Рейтинг университетов QS EECA                                                                     | 2020 | 251—300                                                         |
| Рейтинг университетов QS World University Rankings: Sustainability (Governance)                   | 2023 | 306                                                             |
| Рейтинг университетов QS World University Rankings: Sustainability (Environmental sustainability) | 2023 | 413                                                             |
| Рейтинг университетов QS World University Rankings: Sustainability (Equality)                     | 2023 | 770                                                             |
| Рейтинговая система QS Stars                                                                      | 2023 | 4 звезды                                                        |
| Рейтинг университетов QS Asia University Rankings 2023: Central Asia                              | 2023 | 451-500 в Азии, 23 в Центральной Азии                           |
| Рейтинг устойчивости университетов UI GreenMetric                                                 | 2023 | 730                                                             |
| Национальный рейтинг образовательных программ вузов от НПП "Атамекен"                             | 2024 | 1 место в рейтинге частных вузов по трудоустройству выпускников |
| Рейтинг Лиги академической честности                                                              | 2024 | 1 место                                                         |
| Рейтинг университетов QS World University Rankings 2025                                           | 2025 | 1001-1200                                                       |
| Рейтинг университетов Times Higher Education                                                      | 2024 | 1001-1500                                                       |

## Школы
- Школа экономики и менеджмента[34].
- Школа права и государственного управления[35].
- Школа цифровых технологий[36].
- Гуманитарная школа[37].
- Narxoz Business School [38].

## Научные центры
- Центр исследований гендерной экономики (GERC)[39]
- Институт по исследованиям устойчивого развития в Казахстане (SKRI)[40]
- Центр HR-исследований (HRRC)
- Центр кейсов Шёлкового пути (SRCC)[41]
- Евразийский центр экономико-правовых исследоваий (ECELR)[42]
- Лаборатория Data Science
- Институт цифровой трансформации и искусственного интеллекта[43].

## Вузы-партнеры
Сегодня у Университета Нархоз более 90 международных партнеров, предоставляющих разнообразные формы образовательных программ. Студенты Нархоза имеют возможность выехать за границу в более чем стран по программам двойного диплома, ERASMUS+, академической мобильности, летних и зимних школ. В апреле 2024 года британский вуз из Russell Group заявил о намерении открыть филиал на базе Университета Нархоз. Укрепляется сотрудничество в вузами США.    
| Страна         | Университет                        | Образовательная программа |
| -------------- | ---------------------------------- | ------------------------- |
| Великобритания | Queen's University Belfast         | Двойной диплом            |
| Литва          | Mycolas Romeris University         | Двойной диплом            |
| Франция        | La Rochelle Université             | Двойной диплом            |
| США            | Penn State University              | Двойной диплом            |
| Германия       | Hof University of Applied Sciences | Двойной диплом            |
| США            | Illinois Institute of Technology   | Двойной диплом            |

## Кампусы
Основной кампус университета расположен в городе Алматы по улице Жандосова, второй — в 1-м микрорайоне. Территория кампуса Университета Нархоз по улице Жандосова открыта для общественного доступа. Перед фасадом разбит парк, работает фонтан, есть японский сад. Внутри кампуса небольшой сквер.
На территории Кампуса по улице Жандосова расположен стадион, спортивный центр, фитнес-центр Grandpool, военная кафедра.
Руководство объявило о начале реконструкции главного корпуса в 2020 году сроком до 2022 года.
В 2022 году состоялось торжественное открытие нового кампуса Университета после реконструкции. В кампусе насчитывается 26 IT-лабораторий, 112 аудиторий и 115 рабочих зон в формате open space. Для иностранных студентов предусмотрен отдельный офис – welcome center.
В 2023 году состоялась церемония закладки памятного камня нового общежития для студентов. Строительство общежития завершено в 2024 году. Это комплекс зданий в три, пять и семь этажей общей площадью 8700 м² на 424 места. Для студентов предусмотрены комнаты на трёх человек с отдельными санузлами и душевыми, системами климат-контроля и техникой. Есть отдельная прачечная, дополнительно на каждом этаже располагаются кухни, коворкинги, на первых этажах – магазин, барбершоп, кофейня, медицинский центр, а на крыше – зеленая терраса.  
В 2024 году началась реконструкция здания Narxoz Business School, завершение которой запланировано летом 2025 года.   

## Ректоры
- 1963—1975 гг. — Александр Иванович Белов
- 1975—1982 гг. — Виктор Дмитриевич Руднев
- 1982—1988 гг. — Нургали Кулшыманович Мамыров
- 1988—1992 гг. — Василий Евдокимович Черкасов
- 1992—1995 гг. — Кенжегали Абенович Сагадиев
- 1995—2005 гг. — Нургали Кулшыманович Мамыров[53]
- 2005—2012 гг. — Али Ажимович Абишев
- 2012—2015 гг. — Серик Аманжолович Святов
- 2015—2018 гг. — Кшиштоф Рыбиньски (Польша)
- 2018—2020 гг. — Эндрю Вахтель (США)
- 2020—2021 гг. — Станислав Буянский (Россия, США)

Ректор Буянский С. Г. выступил инициатором организационной реформы Университета, в рамках которой была упразднена должность ректора с одновременным введением должностей президента и провоста.

## Президенты
2021—2024 гг. — Мирас Мухтарович Дауленов
2024—н.в. — Канат Кожахмет

## Дочерние организации
- Экономический колледж Университета Нархоз.
- Корпоративный Фонд «ESF».
- ТОО «КЭУ-сервис».